# Sasima aequalis
Sasima aequalis är en insektsart som beskrevs av Heinrich Hugo Karny 1924. Sasima aequalis ingår i släktet Sasima och familjen vårtbitare. Inga underarter finns listade i Catalogue of Life.